# Pavillon de Mürzsteg
Le pavillon de Mürzsteg est un petit château situé à Mürzsteg qui depuis 1947 sert de résidence d'été au président autrichien.

## Histoire
En 1869, l'empereur François-Joseph fait construire sur ses terrains de chasse à Neuberg an der Mürz une maison forestière sur sa propre fortune. Les plans pour une maison de style suisse sont confiés à August Schwendenwein von Lanauberg (de) et Johann Romano von Ringe. Cependant elle est jugée trop petite et agrandie en 1879 puis en 1903.
L'intérieur est très modeste, à part quelques peintures de Rudolf von Alt et de Franz von Pausinger.
En 1883, Élisabeth de Wittelsbach, qui est bonne cavalière mais ne va pas à la chasse, fait élever une écurie. Trois ans plus tard, un parc est créé puis un plan d'eau.
Le pavillon de chasse n'est fait pas pour les représentations, mais pour les parties de chasse. Avec l'expansion de l'Autriche, il connaît cette nouvelle destination. En octobre 1903, le tsar Nicolas II de Russie est invité par l'empereur pour signer les accords de Mürzsteg pour une entente par rapport aux Balkans.
Comme les autres biens privés des Habsbourg, le pavillon de chasse est exproprié après la Première Guerre mondiale et devient une possession de la République d'Autriche. Quelques souvenirs dans un musée et les salles officielles rappellent la présence impériale. Quelques chambres sont proposées à la location durant l'été.
Au cours de la Seconde Guerre mondiale, le pavillon de chasse est vide la plupart du temps. À la fin, le fasciste Ferenc Szálasi fuit l'Armée avec les joyaux de la couronne hongroise, à savoir la Couronne de saint Étienne, le costume de sacre, le sceptre, le globe et l'épée, ainsi que les reliques d'Étienne Ier de Hongrie, qu'il cache dans la cave du pavillon, tandis qu'il fuit plus loin à l'ouest.
Aujourd'hui, le pavillon de chasse demeure une propriété de la République d'Autriche. Depuis 1947, il est une résidence d'été pour le président. Le château est souvent rénové, mais les salles d'apparat restent identiques.
De nombreuses personnalités, comme le secrétaire général de l'ONU Ban Ki-moon, sont venus ici.

## Source, notes et références
- (de) Cet article est partiellement ou en totalité issu de l’article de Wikipédia en allemand intitulé « Jagdschloss Mürzsteg » (voir la liste des auteurs).